# Bruce Vilanch
Bruce Vilanch, född 23 november 1948 i New York i New York, USA, är en amerikansk manusförfattare och skådespelare vars kändisskap till stor del beror på hans medverkan i nytappningen av det klassiska amerikanska frågesportprogrammet Hollywood Squares.
Bruce har specialiserat sig inom komedi och har sedan 1989 skrivit skämt åt Oscarsgalan. Han syns även i rollen som sig själv i bland annat Celebrity Fit Club, dokumentären the Aristocrats och the Simpsons.